# Afrikaspiele 2023/Schach
Bei den Afrikaspielen 2023 in der ghanaischen Hauptstadt Accra fanden vom 9. bis 11. März 2024 im Schach insgesamt sechs Wettbewerbe statt, davon je zwei bei den Männern und bei den Frauen sowie zwei gemischte Mannschaftswettbewerbe. Austragungsort war das Alisa Hotel im Stadtteil North Ridge.

## Bilanz

### Medaillenspiegel
| Platz  | Land       | Gold | Silber | Bronze | Gesamt |
| ------ | ---------- | ---- | ------ | ------ | ------ |
| 1      | Ägypten    | 5    | 1      | —      | 6      |
| 2      | Algerien   | 1    | 2      | 1      | 4      |
| 3      | Madagaskar | —    | 1      | 1      | 2      |
| 4      | Angola     | —    | 1      | —      | 1      |
| 4      | Senegal    | —    | 1      | —      | 1      |
| 6      | Nigeria    | —    | —      | 3      | 3      |
| 7      | Südafrika  | —    | —      | 1      | 1      |
| Gesamt | Gesamt     | 6    | 6      | 6      | 18     |

### Medaillengewinner
Männer
| Disziplin     | Gold        | Silber                    | Bronze        |
| ------------- | ----------- | ------------------------- | ------------- |
| Schnellschach | Bassem Amin | David Silva               | Arab Adlane   |
| Blitzschach   | Bassem Amin | Fy Antenaina Rakotomaharo | Banele Mhango |

Frauen
| Disziplin     | Gold          | Silber              | Bronze       |
| ------------- | ------------- | ------------------- | ------------ |
| Schnellschach | Shahenda Wafa | Nadezhda Marochkina | Peace Samson |
| Blitzschach   | Lina Nassr    | Shahenda Wafa       | Peace Samson |

Mixed
| Disziplin          | Gold                      | Silber                 | Bronze                                                    |
| ------------------ | ------------------------- | ---------------------- | --------------------------------------------------------- |
| Schnellschach Team | Bassem Amin Shahenda Wafa | Adlane Arab Lina Nassr | Aina Mahasambatra Tsinjoviniavo Fy Antenaina Rakotomaharo |
| Blitzschach Team   | Bassem Amin Shahenda Wafa | Adlane Arab Lina Nassr | Lovet Kigigha Bomo Peace Samson                           |